# Marc Rius
Marc Rius ist ein französischer Filmproduzent und Drehbuchautor. Der von ihm produzierte animierte Kurzfilm Dickhäuter wurde 2024 für einen Oscar nominiert.

## Karriere
Rius stammt aus der Provence und begann seine Filmkarriere 2019 mit der Fernsehserie Team DroniX über eine Schule in einer Cyberpunk-Welt. Darauf folgte im selben Jahr der Kurzfilm Deux Oiseaux, in dem es um einen Jungen geht, der Tiere tötet, bis er sich um ein Meisenküken kümmern muss. Im Jahr 2022 produzierte er mit der Regisseurin Stéphanie Clément den animierten Kurzfilm Dickhäuter. Beide wollten zusammen das Thema Inzest bearbeiten und versuchten für den Film, verschiedene psychische Bewältigungsstrategien wie Dissoziation und Repression filmisch umzusetzen. Als Handlungsort wählten sie die Abgeschiedenheit der Provence, die sie selbst aus ihrer Jugend kannten. Diesem passten sie auch das Farbschema des Films an, wobei sie traumhafte Bilder und Symbole wählten, um beim Zuschauer tiefere Emotionen zu wecken. Teilweise wurde das gut geschriebene Skript des Kurzfilms gelobt.
Im Jahr 2024 produzierte er die Fernsehserie Windy Weatherfoot.

## Filmografie
- 2019: Team DroniX (Fernsehserie)
- 2019: Deux Oiseaux
- 2022: Dickhäuter (Drehbuch)
- 2024: Windy Weatherfoot (Fernsehserie)

## Auszeichnungen
- 2024: Aladerri-Award-Nominierung in der Kategorie Bester animierter Kurzfilm für Dickhäuter
- 2024: Oscar-Nominierung in der Kategorie Bester animierter Kurzfilm für Dickhäuter